# Apache Avro
AvroはHadoop Hadoopで開発された行指向のRPCおよびデータシリアライゼーションフレームワークである。JSONを使用してデータ型とプロトコルを定義し、データをコンパクトなバイナリフォーマットにシリアル化する。主な用途は、永続化データのシリアル化フォーマット、Hadoopノード間の通信とHadoopサービスのクライアントプログラムのためのワイヤーフォーマットである。Avroはエンコードされるデータを構造化するためのスキーマを使用する。人間が編集するためのスキーマ言語（Avro IDL）とJSONを基にしたより機械可読なスキーマ言語の2種類がある。 
ThriftやProtocol Buffersに似ているが、スキーマが変更された場合でも（静的な型付き言語が必要でない限り）、コード生成プログラムを実行する必要はない。
Apache Spark SQLはデータソースとしてAvroにアクセスできる。

## Avroのオブジェクトコンテナファイル
Avroのオブジェクトコンテナファイルには次の要素から構成される。
- ファイルヘッダ
- それに続く1つ以上のデータブロック

ファイルヘッダは次の要素から構成される。
- 4倍とのASCII文字'O'、'b'、'j'と、それに続くAvroのバージョン番号1（0x01）（バイナリ値は0x4F 0x62 0x6A 0x01）。
- スキーマ定義を含むファイルメタデータ。
- ファイルごとにランダム生成された16バイト同期マーカー。

データブロックに対しては、Avroはシリアル化エンコーディングとしてバイナリとJSONの2種類が指定できる。ほとんどのアプリケーションはサイズが小さく高速なため、バイナリエンコーディングを使用している。デバッグとウェブベースのアプリケーションの場合はJSONエンコーディングが適切な場合もある。

## スキーマ定義
AvroのスキーマはJSONを使用して定義される。スキーマは、プリミティブ型（null、boolean、int、long、float、double、bytes、string）と複合型（record、enum、array、map、union、fixed）から構成される。

単純なスキーマの例:
```
 
{

   
"namespace"
:
 
"example.avro"
,

   
"type"
:
 
"record"
,

   
"name"
:
 
"User"
,

   
"fields"
:
 
[

      
{
"name"
:
 
"name"
,
 
"type"
:
 
"string"
},

      
{
"name"
:
 
"favorite_number"
,
  
"type"
:
 
[
"null"
,
 
"int"
]},

      
{
"name"
:
 
"favorite_color"
,
 
"type"
:
 
[
"null"
,
 
"string"
]}

   
]
 

 
}

```

## シリアライズとデシリアライズ
Avroのデータは対応するスキーマとともに保存することもできる。その場合、シリアル化されたデータ事前にスキーマを知らなくても読み込むことが可能である。

### シリアライズとデシリアライズを行うPythonコードの例
シリアライズ:
```
import
 
avro.schema

from
 
avro.datafile
 
import
 
DataFileReader
,
 
DataFileWriter

from
 
avro.io
 
import
 
DatumReader
,
 
DatumWriter

# Need to know the schema to write. According to 1.8.2 of Apache Avro

schema
 
=
 
avro
.
schema
.
parse
(
open
(
"user.avsc"
,
 
"rb"
)
.
read
())

writer
 
=
 
DataFileWriter
(
open
(
"users.avro"
,
 
"wb"
),
 
DatumWriter
(),
 
schema
)

writer
.
append
({
"name"
:
 
"Alyssa"
,
 
"favorite_number"
:
 
256
})

writer
.
append
({
"name"
:
 
"Ben"
,
 
"favorite_number"
:
 
8
,
 
"favorite_color"
:
 
"red"
})

writer
.
close
()

```

ファイルusers.avroは、以下のように、JSONのスキーマとデータのコンパクトなバイナリ表現を格納している。
```
$
 
od
 
-v
 
-t
 
x1z
 
users.avro
 

0000000
 
4f
 
62
 
6a
 
01
 
04
 
14
 
61
 
76
 
72
 
6f
 
2e
 
63
 
6f
 
64
 
65
 
63
  
>
Obj...avro.codec
<

0000020
 
08
 
6e
 
75
 
6c
 
6c
 
16
 
61
 
76
 
72
 
6f
 
2e
 
73
 
63
 
68
 
65
 
6d
  
>
.null.avro.schem
<

0000040
 
61
 
ba
 
03
 
7b
 
22
 
74
 
79
 
70
 
65
 
22
 
3a
 
20
 
22
 
72
 
65
 
63
  
>
a..{"type": "rec
<

0000060
 
6f
 
72
 
64
 
22
 
2c
 
20
 
22
 
6e
 
61
 
6d
 
65
 
22
 
3a
 
20
 
22
 
55
  
>
ord", "name": "U
<

0000100
 
73
 
65
 
72
 
22
 
2c
 
20
 
22
 
6e
 
61
 
6d
 
65
 
73
 
70
 
61
 
63
 
65
  
>
ser", "namespace
<

0000120
 
22
 
3a
 
20
 
22
 
65
 
78
 
61
 
6d
 
70
 
6c
 
65
 
2e
 
61
 
76
 
72
 
6f
  
>
": "example.avro
<

0000140
 
22
 
2c
 
20
 
22
 
66
 
69
 
65
 
6c
 
64
 
73
 
22
 
3a
 
20
 
5b
 
7b
 
22
  
>
", "fields": [{"
<

0000160
 
74
 
79
 
70
 
65
 
22
 
3a
 
20
 
22
 
73
 
74
 
72
 
69
 
6e
 
67
 
22
 
2c
  
>
type": "string",
<

0000200
 
20
 
22
 
6e
 
61
 
6d
 
65
 
22
 
3a
 
20
 
22
 
6e
 
61
 
6d
 
65
 
22
 
7d
  
>
 "name": "name"}
<

0000220
 
2c
 
20
 
7b
 
22
 
74
 
79
 
70
 
65
 
22
 
3a
 
20
 
5b
 
22
 
69
 
6e
 
74
  
>
, {"type": ["int
<

0000240
 
22
 
2c
 
20
 
22
 
6e
 
75
 
6c
 
6c
 
22
 
5d
 
2c
 
20
 
22
 
6e
 
61
 
6d
  
>
", "null"], "nam
<

0000260
 
65
 
22
 
3a
 
20
 
22
 
66
 
61
 
76
 
6f
 
72
 
69
 
74
 
65
 
5f
 
6e
 
75
  
>
e": "favorite_nu
<

0000300
 
6d
 
62
 
65
 
72
 
22
 
7d
 
2c
 
20
 
7b
 
22
 
74
 
79
 
70
 
65
 
22
 
3a
  
>
mber"}, {"type":
<

0000320
 
20
 
5b
 
22
 
73
 
74
 
72
 
69
 
6e
 
67
 
22
 
2c
 
20
 
22
 
6e
 
75
 
6c
  
>
 ["string", "nul
<

0000340
 
6c
 
22
 
5d
 
2c
 
20
 
22
 
6e
 
61
 
6d
 
65
 
22
 
3a
 
20
 
22
 
66
 
61
  
>
l"], "name": "fa
<

0000360
 
76
 
6f
 
72
 
69
 
74
 
65
 
5f
 
63
 
6f
 
6c
 
6f
 
72
 
22
 
7d
 
5d
 
7d
  
>
vorite_color"}]}
<

0000400
 
00
 
05
 
f9
 
a3
 
80
 
98
 
47
 
54
 
62
 
bf
 
68
 
95
 
a2
 
ab
 
42
 
ef
  
>
......GTb.h...B.
<

0000420
 
24
 
04
 
2c
 
0c
 
41
 
6c
 
79
 
73
 
73
 
61
 
00
 
80
 
04
 
02
 
06
 
42
  
>
$.,.Alyssa.....B
<

0000440
 
65
 
6e
 
00
 
10
 
00
 
06
 
72
 
65
 
64
 
05
 
f9
 
a3
 
80
 
98
 
47
 
54
  
>
en....red.....GT
<

0000460
 
62
 
bf
 
68
 
95
 
a2
 
ab
 
42
 
ef
 
24
                       
>
b.h...B.$
<

0000471

```

デシリアライズ:
```
# The schema is embedded in the data file

reader
 
=
 
DataFileReader
(
open
(
"users.avro"
,
 
"rb"
),
 
DatumReader
())

for
 
user
 
in
 
reader
:

    
print
(
user
)

reader
.
close
()

```

このコードの出力は次のようになる。
```
{
'name'
:
 
'Alyssa'
,
 
'favorite_number'
:
 
256
,
 
'favorite_color'
:
 
None
}

{
'name'
:
 
'Ben'
,
 
'favorite_number'
:
 
8
,
 
'favorite_color'
:
 
'red'
}

```

## APIがあるプログラミング言語
理論的にはどんな言語もAvroを使用できるが、以下の言語にはすでにAPI実装が存在する:
- C
- C++
- C#[12][13][14]
- Elixir[15][16]
- Go[17][18]
- Haskell[19]
- Java
- JavaScript[20]
- Perl
- PHP
- Python[21][22]
- Ruby
- Rust[23]
- Scala

## Avro IDL
Avroの型とプロトコル定義には、JSONのサポートに加えて、Avro IDL（旧称GenAvro）と呼ばれる実験的な代替のインタフェース記述言語（IDL）構文のサポートも提供されている。このフォーマットは、より伝統的なIDLやプログラミング言語に慣れたユーザーが簡単に適応できるように設計されており、C/C++やProtocol Buffersなどに似た構文を持つ。

## ロゴ
オリジナルのApache Avroのロゴは現在は倒産したイギリスの航空機製造会社Avro（元A.V. Roe and Company）に由来している。
Apache Avroのロゴは2023年末にオリジナルのデザインに更新された。